# Luigi Lablache
Luigi Lablache (né le 6 décembre 1794 à Naples - mort dans la même ville le 23 janvier 1858) était un chanteur d'opéra franco-italien de la première moitié du XIXe siècle. Il avait une présence colossale, aussi bien physique que vocale. Sa voix avait une puissance exceptionnelle, la plus grave qui puisse être entendue. Il avait de plus un excellent sens du comique.

## Biographie
D'une famille de négociants marseillais, son grand-père, Simon Lablache (1704-), est gouverneur de La Calle et directeur principal de la Compagnie royale d'Afrique. Son père, Nicolas Lablache (1766-1802), est un négociant français, et sa mère, Catherine Maria Francesca Bietagh, est d'origine irlandaise. Ses parents avaient émigré en 1791, au début de la Révolution, et s'étaient installés à Naples. Il apprend d'abord le violon et la contrebasse, et travaille un temps dans un théâtre de marionnette. Il étudie au célèbre Conservatoire de la Pietà dei Turchini de sa ville natale, où, à l'âge de dix-huit ans, il interprète au Teatro San Carlino un rôle de « bouffe napolitaine » (buffo napoletano) dans La Molinara de Valentino Fioravanti, avant de chanter à Messine, Palerme, Milan – où il débute triomphalement à la Scala en 1821, dans Dandini de La Cenerentola de Rossini –, Rome, Turin, Venise, Vienne, etc.

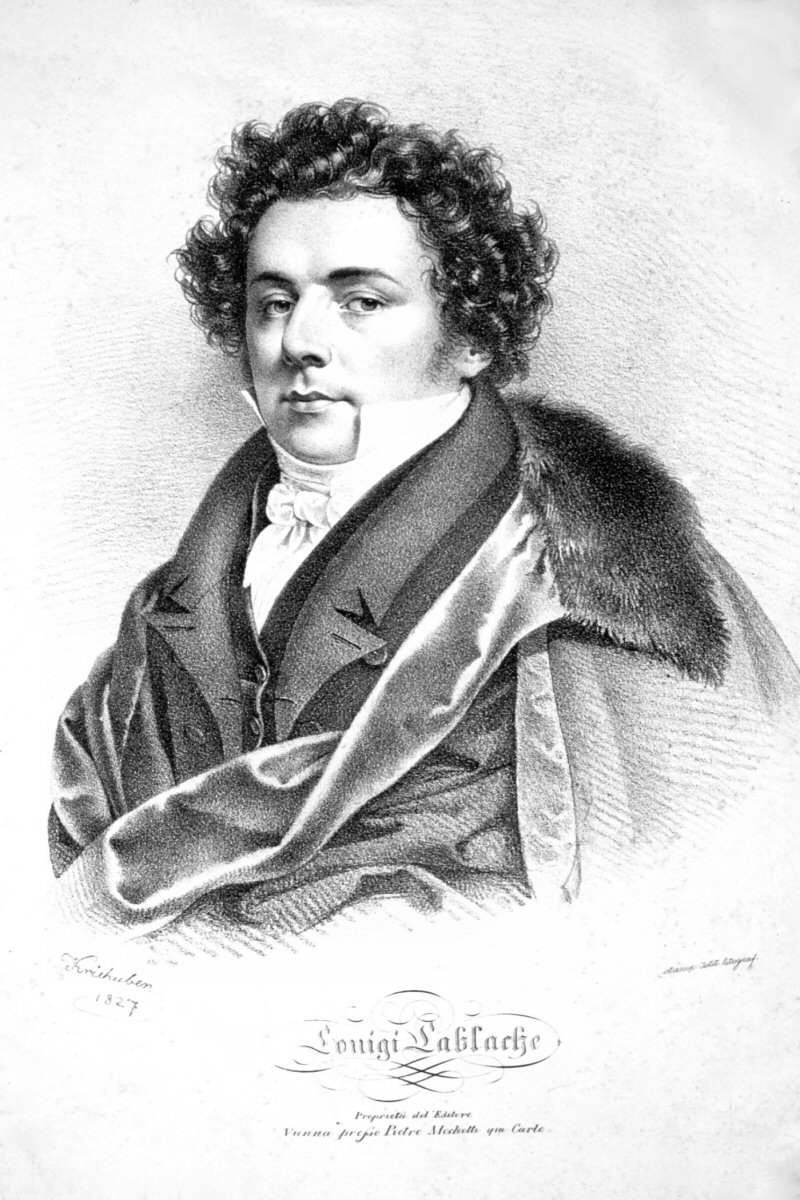

À la Scala, il crée les rôles d'Arnoldo d'Elisa e Claudio de Mercadante (1821) et de Sulemano de L'esule di Granata de Meyerbeer (1822). En 1830, il triomphe au King's Theater de Londres (Geronimo dans Il matrimonio segreto – Le Mariage secret – de Cimarosa) et au Théâtre-Italien de Paris. Il forme, avec Giulia Grisi (Elvira), Giovanni Battista Rubini (Arturo) et Antonio Tamburini (Riccardo), le prodigieux quatuor vocal qui crée I Puritani de Bellini, où il chante Sir Giorgio (Théâtre-Italien, 24 janvier 1835).
En 1827, il chante le Requiem de Mozart aux obsèques de Beethoven. 
En 1836, il devient professeur de chant de la reine Victoria.
Il acquiert une vaste parcelle de 15 000 m2 dans la parc de Maisons-Laffitte vers 1845. Il s'y fait construire grande maison de maître aux 39 et 41 de l'avenue Albine, ainsi que de nombreuses dépendances (deux écuries, grande remise, logement de jardinier, deux bassins, etc).
Autre quatuor vocal célèbre, celui dit des « Italiens », formé par Lablache (rôle-titre), Grisi (Norina), Giovanni Matteo Mario (Ernesto) et Tamburini (Malatesta), pour lequel Donizetti compose Don Pasquale, créé au Théâtre-Italien le 3 janvier 1843. Parmi ses autres créations figurent le rôle-titre de Marino Faliero de Donizetti (Théâtre-Italien, 12 mars 1835) et Massimiliano de I Masnadieri de Verdi (Her Majesty's Theatre, Londres, 22 juillet 1847). Remarquable Leporello (Don Giovanni de Mozart), Bartolo, Elmiro et Assur (Le Barbier de Séville, Otello et Semiramide de Rossini), Balthazar et Henry VIII (La Favorite et Anna Bolena de Donizetti) et Oroveso (Norma de Bellini), Luigi Lablache est admiré par Franz Schubert, qui écrira des lieder à son intention, ou Richard Wagner. Il a écrit une Méthode complète de chant (Paris, 1840).
Il se retire en 1857 et meurt le 23 janvier 1858 à Naples.

### Vie familiale

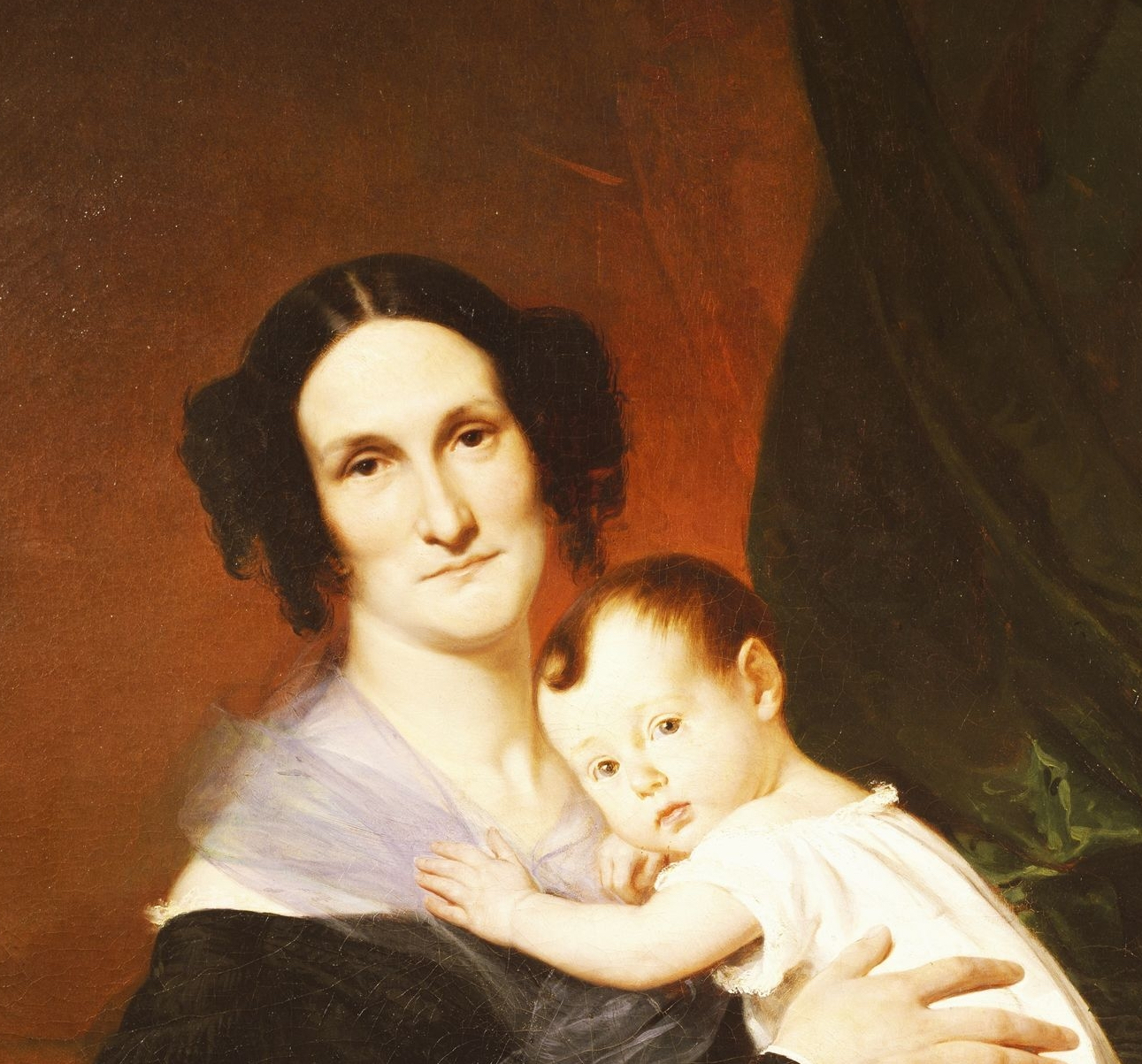
Portrait de son épouse.

Il épousa en 1814 Marie-Teresa Pinotti, d'où :
- Frederick (1815-1887), marié à Fanny Wyndham Wilton (dont descend l'acteur Stewart Granger, arrière-petit-fils de Luigi Lablache) ;
- Francesca (1816- ), mariée au peintre François Bouchot, puis au pianiste et compositeur Sigismund Thalberg ;
- Rosina (1819- ) ;
- Nicola (1822- ), marié à Émilie Glossop de Méric ;
- Henri (1825-1887), marié à Félicité Caron ;
- Dominique (1826- ), polytechnicien, chef d'escadrons et adjoint au directeur de l'École d'artillerie du Mans, chevalier de la Légion d'honneur[6], marié à Marie Battu (sœur de Léon Battu) ;
- Marie-Isabelle (1831- ), mariée au baron Ernest de Caters (d'où Louis de Caters) ;
- Marianna, mariée à Henry Singer, avocat, homme de lettres et collectionneur, fils de David Singer (d'où une fille mariée Jules Goüin) ;
- Theresa, mariée au baron Hans von Rokitansky.

## Iconographie
- François Bouchot: Ritratto del cantante Luigi Lablache, huile sur toile signé, 98 par 79,5 cm., Musée San Martino, Naples.
- Henri-François Riesener: Portrait de Luigi Lablache, huile sur toile signé, 66 par 55 cm., passé en vente le 17 décembre 2007, Maître Delvaux, Paris, Hôtel Drouot, n° 75 du catalogue où il est reproduit.
- Franz Xaver Winterhalter

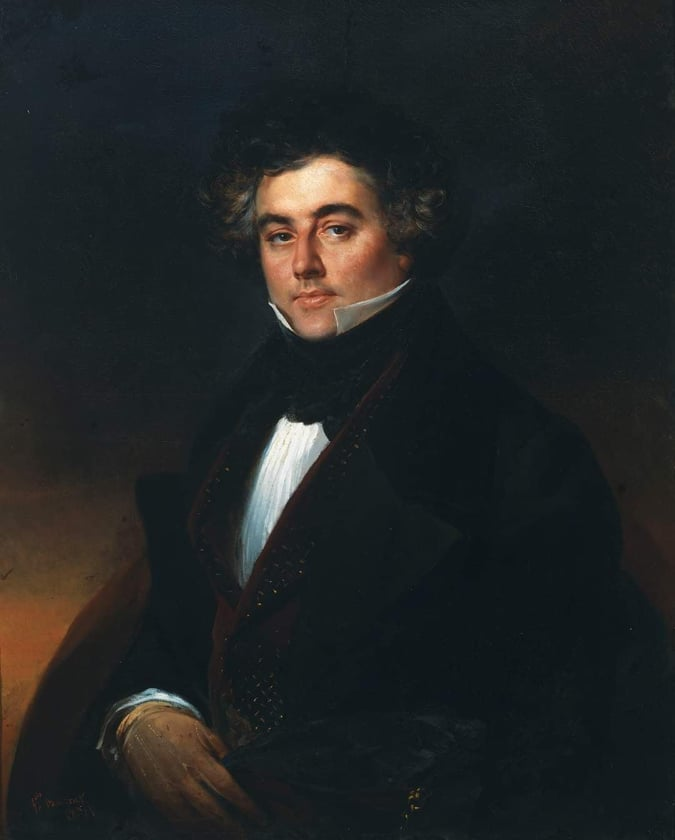
Portrait de Lablache, par François Bouchot.
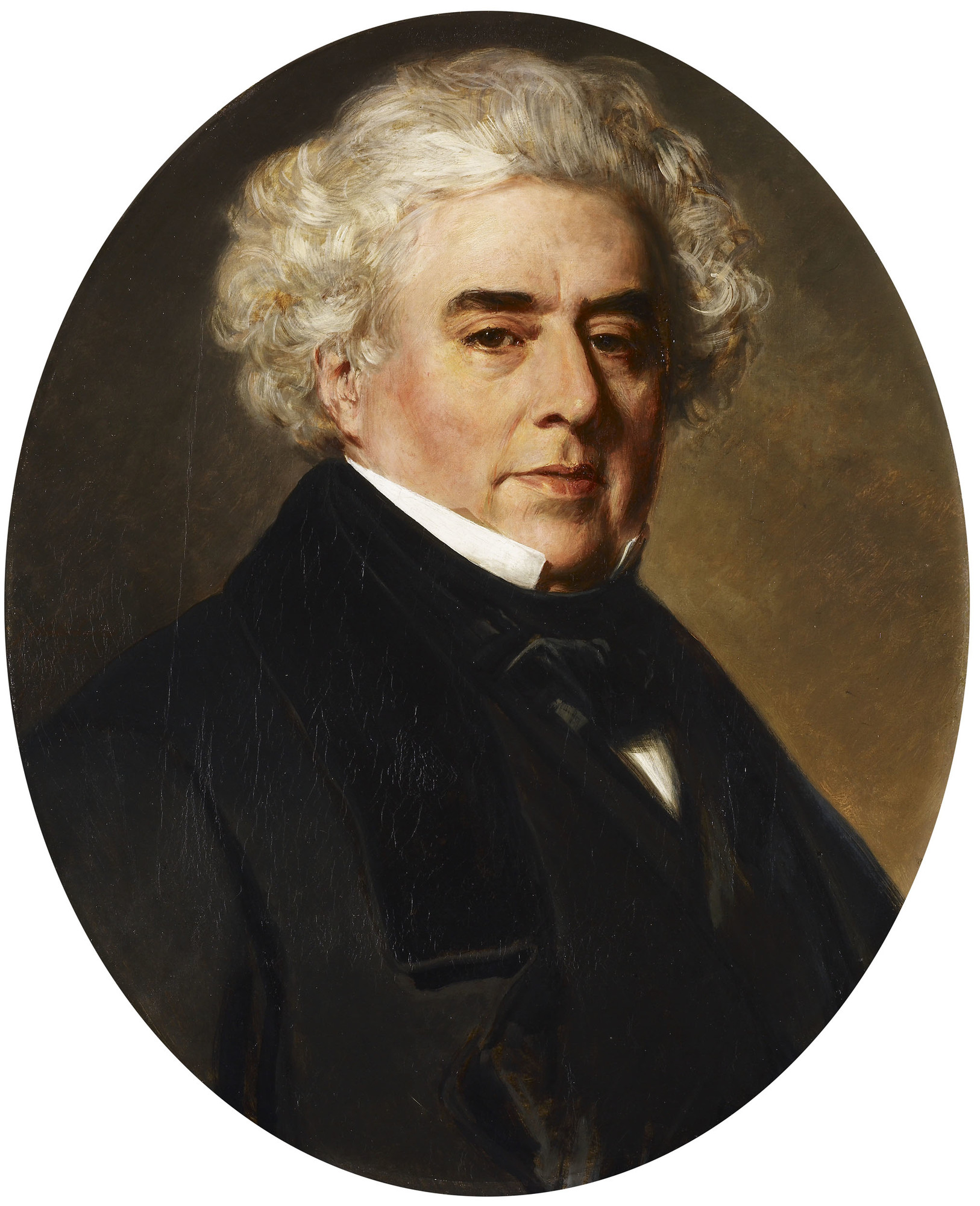
Portrait de Lablache, par Franz Xaver Winterhalter.
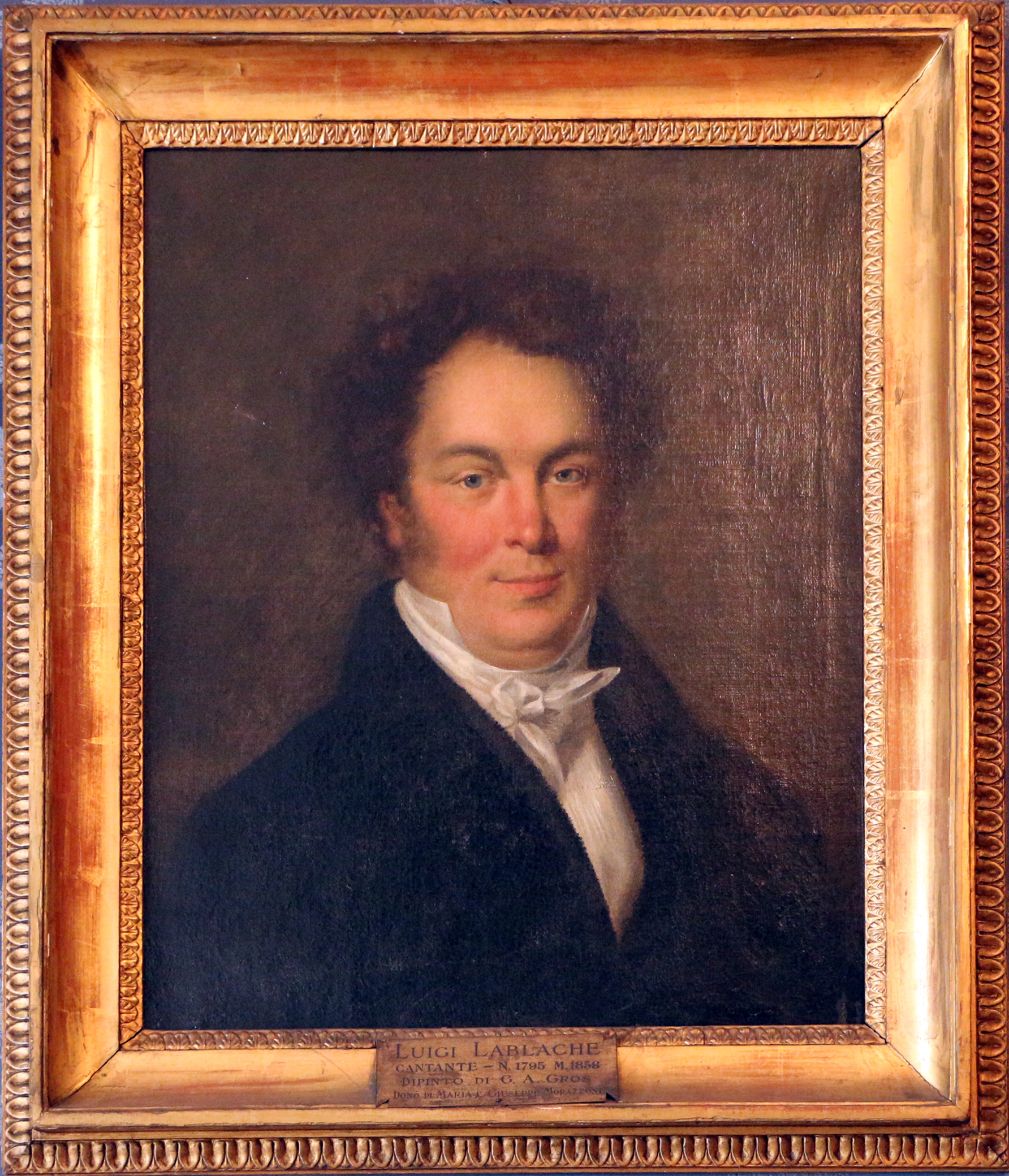
Portrait de Lablache, par Antoine-Jean Gros.
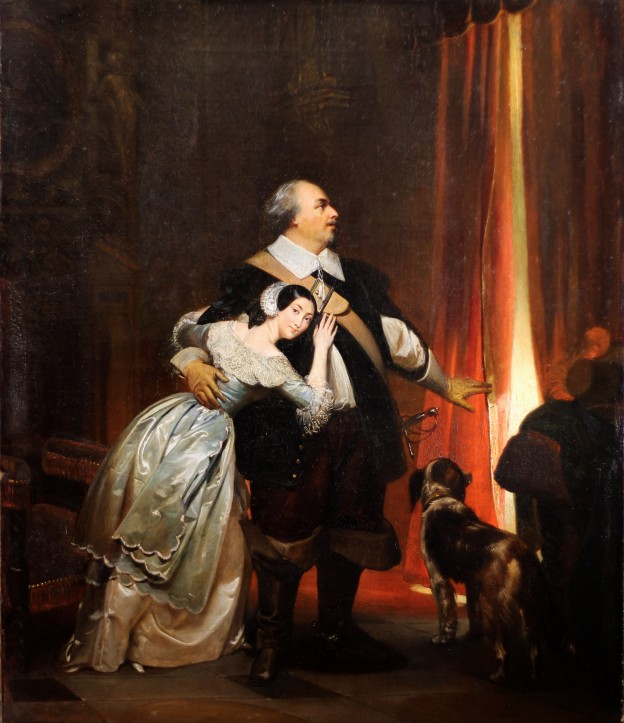
Giulia Grisi et Luigi Lablache dans Les Puritains de Bellini, par François Bouchot.
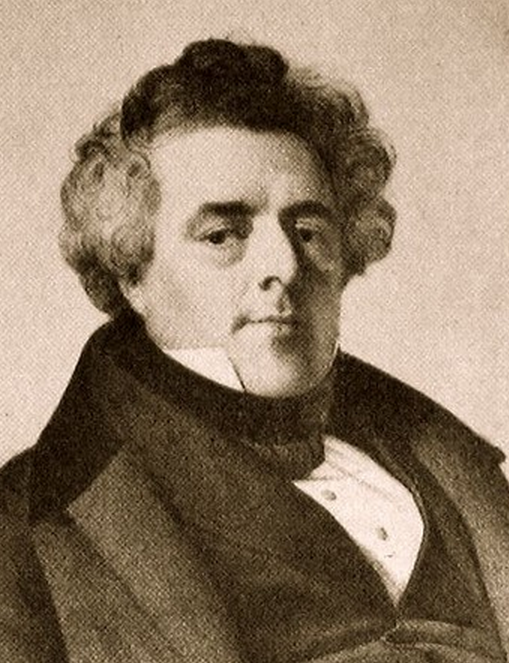
Lithographie de Lablache (Em. Bærentzen & Co. (en))